# Milford (Delaware)
Milford é uma cidade localizada no estado americano de Delaware nos condados de Kent e Sussex. Foi fundada em 1680 e incorporada em 5 de fevereiro de 1807.

## Geografia
De acordo com o United States Census Bureau, a cidade tem uma área de 24,7 km², onde 24,5 km² estão cobertos por terra e 0,2 km² por água.

### Localidades na vizinhança
O diagrama seguinte representa as localidades num raio de 16 km ao redor de Milford.

## Demografia
Segundo o censo nacional de 2010, a sua população é de 9 559 habitantes e sua densidade populacional é de 390,6 hab/km². É a sexta localidade mais populosa do estado. Possui 4 126 residências, que resulta em uma densidade de 168,6 residências/km².